# Majda Grbac
Majda Grbac, slovenska filmska in gledališka igralka, * 27. maj 1946, Maribor.

## Filmske vloge
- Rdeče klasje (1970)
- Povest o dobrih ljudeh (1975)
- Bele trave (1976)
- To so gadi (1977)
- Draga moja Iza (1979)
- Eva (1983)